# 威廉·克赖斯
威廉·克赖斯（Wilhelm Kreis ，1873年3月17日—1955年8月13日）是德国一位建筑师、建筑学教授，曾活跃于威廉時代、魏瑪共和國、納粹德國以及西德时期。威廉·克赖斯生于黑森-拿骚的莱茵河畔埃尔特维勒。1896年，他递交了位于莱比锡的民族大会战纪念碑的设计稿件，虽然项目最终由別人拿下，但威廉·克赖斯亦从此名声远扬。时间进入二十世纪后，威廉·克赖斯设计过58座俾斯麦塔以及德累斯顿的一些市政项目。